# Priorat (DO)
Pour les articles homonymes, voir Priorat (homonymie).
Le priorat est l'un des trois vins espagnols (avec le Rioja et le Ribera del Duero) bénéficiant d'une dénomination d'origine protégée (par comparaison l'Espagne compte 67 Denominación de Origen, équivalent des Indications d'Origine Protégées). L'orthographe espagnole est priorato.
Cette appellation se trouve en Catalogne dans la province de Tarragone et produit essentiellement de grands vins rouges de garde.

## Histoire

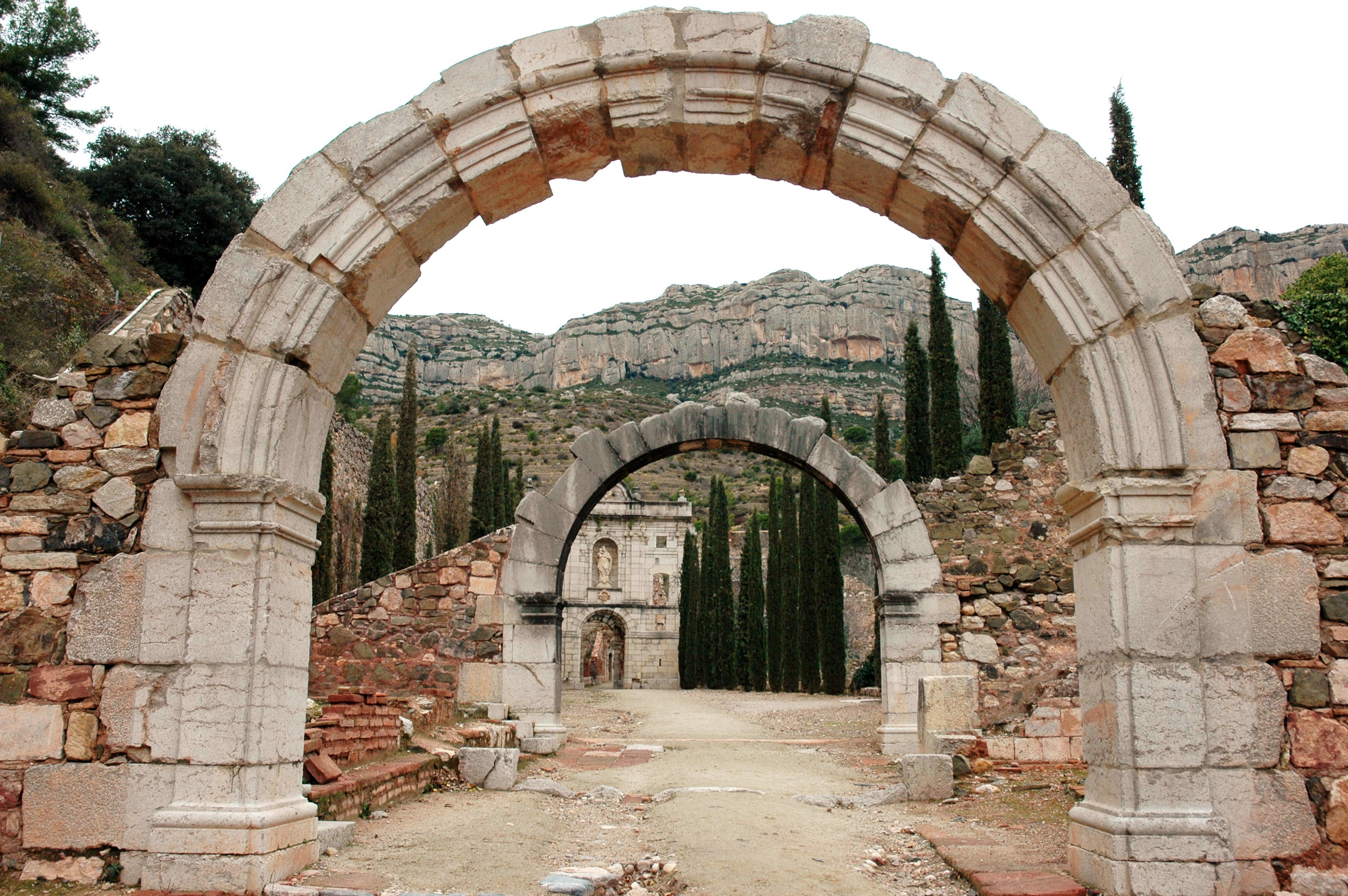
Prieuré Chartreux d'Escaladei.

### Moyen Âge
Si la culture de vigne dans la région est très probable compte tenu de son introduction en Catalogne dès l'Antiquité, la reconnaissance qualitative intervient au XIIe siècle. Des moines chartreux venus de Provence fondent la Chartreuse de Scala Dei, premier de cet ordre en Espagne depuis le début de la reconquête chrétienne de la péninsule hispanique.

### Époques contemporaine et moderne
La reconnaissance de la qualité du terroir est reconnue par un texte de 1932. Cependant, la publication du règlement de la DO n'intervient qu'en 1954, à cause des troubles nés de la guerre civile espagnole. Cet évènement est vécu comme un regain d'intérêt pour cette région très touchée par l'exode rural. 

## Étymologie
Le nom de l'appellation vient du prieuré des Chartreux, priorat en catalan, priorato en espagnol, fondateur historique du vignoble.

## Vignoble
Vignobles plantés en majorité à base du cépage grenache (garnacha), complété par du carignan et minoritairement par du cabernet sauvignon, de la syrah et du merlot. Ce sont souvent des vieilles vignes disposées sur des terrasses, ce qui apporte beaucoup de minéralités aux vins en plus de la puissance des petits rendements, la puissance en alcool dépasse facilement les 15 C° en alcool. Les vins priorat DOQ sont parmi les plus grands d'Espagne et certaines bouteilles peuvent dépasser 300.00 EUR.

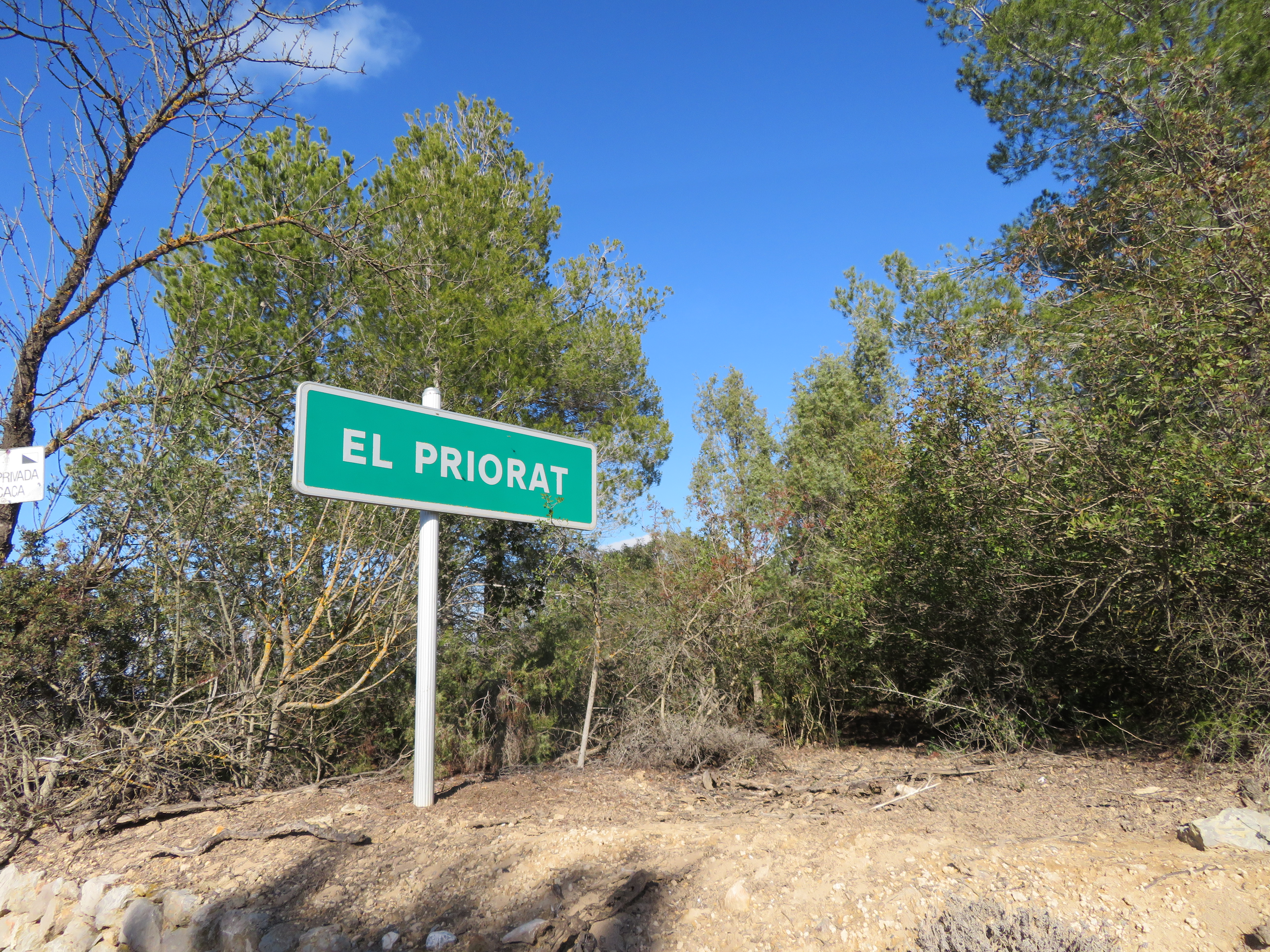
Comarca El Priorat (Tarragona)